# Jovte, Berezivka
Jovte (în ucraineană Жовте) este un sat în comuna Ivanivka din raionul Berezivka, regiunea Odesa, Ucraina.

## Demografie
Componența lingvistică a localității Jovte
     Ucraineană (75,41%)
     Rusă (8,2%)
     Română (4,92%)
     Bulgară (3,28%)
Conform recensământului din 2001, majoritatea populației localității Jovte era vorbitoare de ucraineană (75,41%), existând în minoritate și vorbitori de rusă (8,2%), găgăuză (8,2%), română (4,92%) și bulgară (3,28%).